# Qui se souvient de David Foenkinos ?
Qui se souvient de David Foenkinos ? est un roman de David Foenkinos paru chez Gallimard en 2007.

## Résumé
L'auteur raconte qu'il n'a plus connu de succès depuis la parution de son premier roman, Le potentiel érotique de ma femme. Il est a court d'inspiration. Un jour, il a dans un train l'idée d'un livre, mais de retour chez lui, sa femme à qui il cherche à en faire part ne l'écoute pas, et le lendemain, il s'aperçoit qu'il ne se souvient plus de son idée. Par la suite, sa femme le trompe et le quitte. Il a lui-même une relation avec une femme qu'il a connue  à une rencontre littéraire où elle était sa seule auditrice. Cette dernière le quitte aussi après qu'il a cherché à revenir à sa femme. Il se retrouve seul, en dehors de sa fille, championne de tennis et qui tombe amoureuse d'un jeune homme qu'il a pris comme élève de guitare, puisqu'il doit se résoudre à gagner sa vie en donnant des cours de musique.  Sa femme lui conseille de voir un spécialiste de la mémoire qui lui recommande d'essayer de retrouver l'idée oubliée en recréant les circonstances de son inspiration. Il se rappelle que son inspiration avait fait suite à la rencontre d'une femme qu'il avait simplement croisée dans le train. Il parvient à la retrouver. Mais il s'avère que l'idée était moins celle d'un roman que celle d'une façon d'aborder l'inconnue dans le train, en lui expliquant qu'il a besoin d'elle pour retrouver l'inspiration. Cependant, il ne redécouvre cette idée qu'après l'avoir mise en application dans la réalité et être parvenu à se lier avec la femme du train. Le père de celle-ci, banquier, lui offre un travail. Et il commence la rédaction du roman qui raconte son histoire : Qui se souvient de David Foenkinos ?